# Волпул (Масачусетс)
Волпул (енгл. Walpole) насељено је место без административног статуса у америчкој савезној држави Масачусетс.

## Демографија
По попису из 2010. године број становника је 5.918, што је 51 (0,9%) становника више него 2000. године.
| Група             | 2000.         | 2010.         |
| Белци             | 5.628 (95,9%) | 5.473 (92,5%) |
| Афроамериканци    | 46 (0,8%)     | 86 (1,5%)     |
| Азијати           | 90 (1,5%)     | 184 (3,1%)    |
| Хиспаноамериканци | 55 (0,9%)     | 120 (2,0%)    |
| Укупно            | 5.867         | 5.918         |